# Sidsel Lunge
Sidsel Lunge, död 1503, var en dansk hovfunktionär. 
Hon var dotter till Ove Jepsen Lunge och Maren Basse och gifte sig med riksråd Torbern Bille till Allinde och Svanholm. Hon blev änka 1465. Sidsel Lunge var hovmästarinna hos Danmarks drottning Kristina av Sachsen mellan 1490 och 1496.